# Stazione di Piana Bella di Montelibretti
Stazione di Piana Bella di Montelibretti vasútállomás Olaszországban, Montelibretti településen.

## Vasútvonalak
Az állomást az alábbi vasútvonalak érintik:
- Firenze–Róma-vasútvonal

## Kapcsolódó állomások
A vasútállomáshoz az alábbi állomások vannak a legközelebb:
- Stazione di Monterotondo-Mentana (Stazione di Fiumicino Aeroporto, FL1)
- Stazione di Fara Sabina-Montelibretti (Stazione di Orte, FL1)